# Stara vilinščina
Stara vilinščina (izvirno angleško Old/Primitive/Primordial Elvish) je umetni jezik angleškega pisatelja in jezikoslovca Johna Ronalda Reuela Tolkiena. Pravzaprav je stara vilinščina prajezik, saj so se kasneje iz njega razvili številni drugi (umetni) jeziki, kar nam prikazuje spodnji diagram.
```
                                             
stara vilinščina

                                                    |
                          ----------------------------------------------------
                          |                                                  |
                          |                                                  |
                       
kvenja
                                          
jeziki avarov

                          |
             -------------|
             |            |
             |            |
             |            |------------------------------
      valinorska kvenja   |                             |
             |            |                             |
             |            |                             |
        
telerščina
    
sindarščina
                  
nandorščina

                          .                             .
                          .                             .
                          .                             .
                   
silvanska
 narečja             
silvanska
 narečja
```